# کزون
کِزون (نیز: کیزون، کوئه زون و کویزون)(Quezon) یکی از استان‌های کشور فیلیپین است. این استان بخشی از جزیرهٔ لوزون به شمار می‌رود. نام این استان برگرفته از نام یکی از رئیسان جمهور پیشین این کشور، مانوئل کوئیزون است.
مرکز این استان شهر لوسنا Lucena City است. جمعیت آن یک میلیون و هشتصد و هشتاد هزار نفر است. مساحت این استان هشت هزار و هفتصد کیلومتر مربع است .